# دامیا ویدر
دامیا ویدر (انگلیسی: Damià Viader؛ زادهٔ ۱۹ فوریهٔ ۱۹۹۸) بازیکن فوتبال است.